# كلينجزور في صيفه الأخير
كلينجزور في صيفه الأخير (بالألمانية: Klingsors letzter Sommer) رواية قصيرة من تأليف الروائي الألماني هرمان هيسه الفائز بجائزة نوبل للأدب، نُشرت في عام 1920، كتب هيسه الرواية في غضون بضعة أسابيع في شهري يوليو وأغسطس من العام 1919، نُشرت في البداية في دورية (Deutsche Rundschau)، ومن ثم نشرت في وقت لاحق في مجلد تضمن أعمال أخرى لهيسه. الرواية تدور حول الأشهر الأخيرة من حياة كلينجزور، وهو رسام تعبيري يبلغ من العمر 42 عاماً، يكثر من شرب الخمور والفسق. يقضي كلينجزور صيفه الأخير في جنوب سويسرا، عالقاً بين الروحانية وشهواته، مترقباً وفاته.

## نبذة عن الرواية
تتناول الأشهر الأخيرة من حياة رسام تعبيري يُدعى كلينجزور، يبلغ من العمر 42 عامًا، ويعيش صراعًا داخليًا بين الروحانية والشهوات في جنوب سويسرا، حيث يقضي صيفه الأخير متأملًا في الفن والموت. تتميز الرواية بأسلوبها التعبيري العميق، وتُعد من أبرز أعمال هيسه التي تعكس تأملاته الفلسفية والوجودية، وقد نُشرت أولًا في دورية Deutsche Rundschau ثم أُدرجت لاحقًا ضمن مجموعة أعماله الأدبية

## شخصيات الرواية
كلينجزور هو بطل الرواية، رسام تعبيري في العقد الرابع من عمره.
يعيش صراعًا داخليًا بين الروحانية والشهوات، ويواجه فكرة الموت الوشيك.
شخصيته تمثل الفنان الذي يحترق من الداخل بحثًا عن المعنى والجمال.
لويس هو صديق كلينجزور، رسام أيضًا، لكنه أكثر هدوءًا وتأملًا.
يمثل الجانب الفلسفي من الفن، ويشارك كلينجزور في حوارات عميقة حول الحياة والفن.
يظهر فجأة بعد أن ظن كلينجزور أنه لن يراه مجددًا، مما يضيف بعدًا دراميًا للرواية .

## اقتباسات من الرواية
- "أنا لا أبحث عن السعادة، بل عن الحقيقة، حتى لو كانت مؤلمة."
- "الفن هو الطريقة الوحيدة التي أستطيع بها أن أتنفس، أن أعيش، أن أموت بكرامة."
- "كل لحظة تمرّ هي فرصة للرؤية، للرسم، للانغماس في الجمال قبل أن يختفي."
- "النساء في حياتي كنّ مثل الألوان: بعضهنّ ألهبني، وبعضهنّ هدّأني، لكن لا أحد منهنّ استطاع أن يرسمني من الداخل."

## أسلوب الرواية
تتميز رواية "كلينجزور في صيفه الأخير" بأسلوب تعبيري عميق يجمع بين التأمل الفلسفي والانفعالات الحسية، حيث يستخدم الكاتب هرمان هيسه لغة شاعرية مكثفة تعكس الصراع الداخلي للبطل بين الروحانية والشهوات، ويعتمد السرد على الوصف التفصيلي للمشاهد الطبيعية والانفعالات النفسية، مما يمنح النص طابعًا بصريًا وفنيًا يتماشى مع شخصية كلينجزور كرسام. كما يتخلل الرواية حوارات فلسفية ومونولوجات داخلية تعكس تأملات البطل في الفن والموت، ويُعد هذا الأسلوب امتدادًا لنهج هيسه في التعبير عن القلق الوجودي والبحث عن المعنى في الحياة.

## وصلات خارجية
- كلينجزور في صيفه الأخير، على كتب جوجل.
- كلينجزور في صيفه الأخير، على مشروع جوتنبرج.
- كلينجزور في صيفه الأخير، على موقع أمازون.
- كلينجزور في صيفه الأخير، على الفهرس العالمي.
- كلينجزور في صيفه الأخير، على جود ريدز.
- كلينجزور في صيفه الأخير، على مكتبة جامعة هارفارد.

## الترجمة إلى العربية
- صيف كلنكسر الأخير، ترجمة ستار سعيد زوينى، دار المدى، 1995.
- الصيف الأخير: كلاين وفاجنر - الصيف الأخير للسيد كلينجسور، ترجمة محمد أحمد الجوادي، دار الهلال، 1992.
- الصيف الأخير، ترجمة ستار زويني، دار نينوى، 2008.